# GG Allin
GG Allin, född 29 augusti 1956 i Lancaster, död 28 juni 1993 i New York, var en amerikansk artist. Allin döptes egentligen till Jesus Christ Allin men hans mor bytte, då Allin var cirka sex år gammal, hans namn till Kevin Michael Allin eftersom hon inte ville att han skulle utsättas för mobbning på grund av sitt namn.
GG Allins karriär började 1980 då hans första skiva Always Was, Is, And Shall Be kom ut. Allin var känd för sina obscena och bisarra liveframträdanden, som gick ut på att uppträda naken, kasta, äta och rulla sig i sin egen avföring, urinera, skära sig med glasbitar över hela kroppen, antasta folk i publiken, slåss med publiken etc.
GG Allin spelade med ett antal grupper genom sin karriär, bland andra The Jabbers,
The Motor City Badboys (MC2),
The New York Superscum,
The Scumfucs,
The Cedar Street Sluts,
The Murder Junkies,
The Toilet Rockers,
Malpractice,
Stripsearch,
The Primates,
Antiseen,
The Texas Nazis,
The Disapointments och
The Criminal Quartet.
Allin ska även ha planerat att begå självmord på scen som en höjdpunkt på sin karriär. Han avled av en heroinöverdos 1993.

## Diskografi, (urval)
- Always Was, Is & Always Shall Be – 1980 (som GG Allin and The Jabbers)
- Eat My Fuc – 1983 (som GG Allin and The Scumfucs)
- You'll Never Tame Me – 1985 (som GG Allin and The Scumfucs)
- Dirty Love Songs – 1986 (solo)
- Hated In The Nation – 1987 (solo)
- You Give Love A Bad Name – 1987 (som GG Allin and The Holy Men)
- Freaks, Faggots, Drunks & Junkies – 1988 (solo)
- Doctrine Of Mayhem – 1990 (solo)
- Murder Junkies – 1991 (som GG Allin and ANTiSEEN)
- Brutaly & Bloodshed For All – 1993 (GG Allin and The Murder Junkies)
- The Masturbation Session – 1995 (solo, mini-album)
- Carnival Of Excess – 1995 (som GG Allin & The Criminal Quartet)
- The Troubled Troubadour – 1996 (solo, EP)
- Terror In America – 1998 (som GG Allin & The Murder Junkies, live)
- Rock 'n' Roll Terrorist – 1999 (solo)
- Scumfuc Tradition – 2001 (solo, uofficiell, samlingsalbum)